# Literatura montuvia

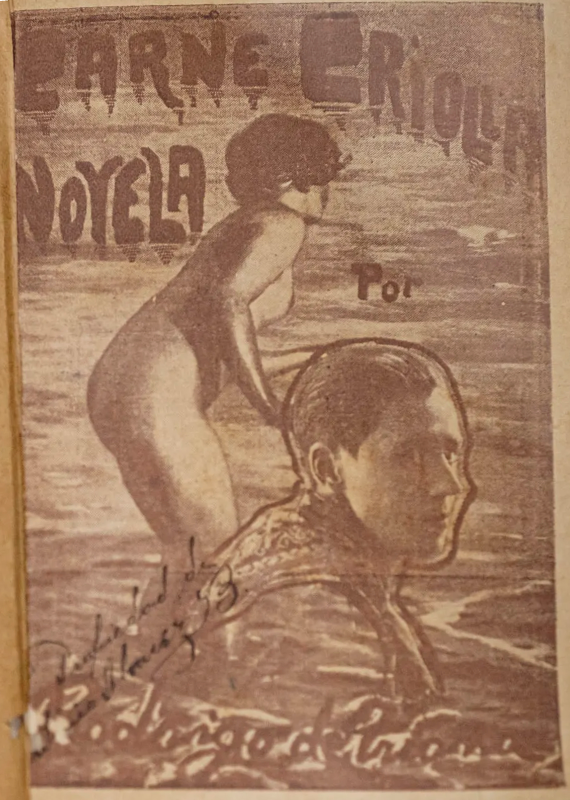
Carne Criolla, novela de Rodrigo de Triana

La literatura montuvia es un subgénero de la literatura de Ecuador que trata acerca de los montuvios, es decir campesinos, y su cultura. Históricamente se ha vinculado al realismo social y realismo mágico en la narrativa y a los amorfinos y chigualos en el verso. 

## Historia

### Verso
Si la prosa está ligada a la narrativa que gira alrededor de las novelas y cuentos en los géneros de realismo social y realismo mágico, por su parte el verso está ligado al amorfino y el chigualo. Este inició como una serie de coplas que eran interpretadas por trovadores en la época colonial para después ser musicalizadas y bailadas. Con la migración del campo a la ciudad, especialmente en el siglo XIX a partir del auge cacaotero, los montuvios que ahora vivían en Guayaquil empezaron a desarrollar la poesía de acuerdo a las corrientes de la época. De vital importancia es la poesía de Medardo Ángel Silva quien siguiendo los cánones de la literatura modernista destacó como miembro de la generación decapitada. Después del modernismo en las vanguardias, sería importante el rol que tuvo Hugo Mayo, al que le consideraban "poeta montuvio".Esta migración hacia la poesía hizo que el amorfino entre en peligro por lo que una generación de folcloristas se dedicaron a rescatarlos, entre ellos destacan Modesto Chávez Franco, Rodrigo Chávez González (también conocido como Rodrigo de Triana) y Guido Garay. Esto permitió que el género no muera y continue su desarrollo a lo largo del siglo XX. Fue importante la publicación del autor Alfredo Pareja titulado El Entenao, cantar montuvio. Dentro de las publicaciones relevantes encontramos
- Cuentos populares publicado en 1905 por Modesto Chávez.
- Estudios folklóricos sobre el montubio y su música en 1926 por Manuel de Jesús Álvarez
- Chigualito chigualó, publicado en 1959 Justino Cornejo[2]
- El Entenao, cantar montuvio, publicado en 1988 con una serie de amorfinos por Alfredo Pareja Diezcanseco[3]

A esto le seguirían una serie de poemas y fragmentos narrativos que serían recogidos en la "Antología de la Literatura Montuvia" donde se encuentran varios autores que han topado el tema a lo largo del siglo pasado como fueron algunos de ellos:
- Rafael Ferrer
- María Piedad Castillo de Leví
- Guillermo Valarezo Junco
- Enrique Avellón Ferrés
- María Luisa Lecaro
- Humberto Mata
- Flavio Villegas Torres
- Rodrígo Chávez González
- Jorge Pérez Concha
- Alfonso Ruiz de Guijalva
- Gonzalo Llona
- Miguel Angel Fernández Córdova
- Telmo Vaca
- Abel Romeo Castillo
- Nela Martínez
- Virgilio Rendón Villamar
- Leopoldo Benítez Vinueza
- Victor Hugo Escala
- A. Campoverde Andrade
- Francisco N. Coronel
- Franklin Pérez Castro
- Miguel Donoso Pareja
- Sergui León Aspiazu
- Pablo Hannibal Vela
- Romeo Cedeño Mieles
- Luis Espinoza Martínez
- Juan León Mera
- Francisco Huerta Rendón
- José Antonio Campos
- Arcadio Ayala González
- Justino Cornejo Vizcaíno

El corpus literario con esta temática es amplio y describe en todas las dimensiones posibles la vida de los montuvios. Como ejemplo se reproduce la poesía titulado Exaltación del montuvio por Hugo Mayo:

Hombre montuno, campesino,

a tu paso las distancias se desinflan,
mientras otro horizonte
se te imprime en los ojos.

12 de Octubre
La mañana despierta en los guayabos
con una canción de plataneros.
Hoi, hombre fruta, hombre bosque, hombre
                                     grano,
¡enarbola en la más alta palpera rascacielo

tu grito libertario!
Exaltación del montuvio - Hugo Mayo

### Prosa
El Realismo en la narrativa ecuatoriana empieza con el autor Luis A. Martínez y su novela A la costa. Anteriormente las novelas habían sido en general de corte costumbrista, en especial Cumandá de Juan León Mera. En A la costa se retrata las peripecias de una persona nacida en los Andes en una familia conservadora y que viaja al litoral ecuatoriano para trabajar en una hacienda. Ahí entra en contacto con los montuvios que se habían radicalizado durante la revolución liberal y la novela desarrolla la tensión y contraste entre ambas regiones.
Posteriormente este subgénero continuará su desarrollo a partir del Grupo de Guayaquil. En este movimiento literario se econtrarían Demetrio Aguilera Malta, Joaquín Gallegos Lara, Enrique Gil Gilbert, José de la Cuadra y Alfredo Pareja Diezcanseco. Los libros que retratan a los montuvios son:
- Los que se van. Cuentos del cholo y del montubio”, publicado en 1930 por Joaquín Gallegos Lara, Enrique Gil Gilbert y Demetrio Aguilera Malta.[8]
- La Fiesta de las Cruces, drama en tres actos, publicado en 1930 por Rodrigo Chávez González[9]
- Carne Criolla publicado en 1930 por Rodrigo Chávez González[9]
- Alma montuvia publicado en 1930 por José Acevedo
- Don Goyo publicado en 1933 por Demetrio Aguilera Malta
- Guásinton, Historia de un lagarto montuvio, publicado en 1938, por José de la Cuadra[10]
- Los Sangurimas, novela montuvia, publicado en 1934 por José de la Cuadra[11]
- Don Balón de Baba, de 1939, por Alfredo Pareja Diezcanseco[12]
- Cantalicio está de novio, comedia en tres actos de 1942 por Rodrigo Chávez González[9]
- Los Manabitas somos así, comedia en dos actos de 1967 por Guido Garay y Rodrigo Chávez González[9]
- Pedro Vinces el bandolero romántico, comedia de 1968 por Rodrigo Chávez González[9]
- Machete, garabato y corazón, comedia de 1969 por Rodrigo Chávez González[9]
- Historia de la literatura manabita, tres tomos (1974) por Horacio Hidrovo Peñaherrera
- La novela manabita y su identidad regional: ensayo (1979) por Horacio Hidrovo Peñaherrera
- Esperanza y desesperanza del montubio manabita (1991) por Horacio Hidrovo Peñaherrera
- El montonero de Montecristi (1992) por Horacio Hidrovo Peñaherrera
- Ya llegó Vargas Torres, comedia de 1969 por Rodrigo Chávez González[9]
- Machete y Garabato, publicado en 2001 por Rodrigo Flores García[13]